# Candidaturas a los Juegos Olímpicos de 2014
Siete ciudades presentaron su candidatura a los Juegos Olímpicos y Paralímpicos de 2014 (oficialmente conocidos como XXII Juegos Olímpicos de Invierno y XI Juegos Paralímpicos de Invierno) al Comité Olímpico Internacional (COI). El Comité preseleccionó tres de éstas —Sochi, Pyeongchang y Salzburgo— de entre las cuales fue Sochi resultó elegida durante la votación final realizada en julio de 2007.
Las tres ciudades candidatas, entregaron, el 10 de enero de 2007, sus Expedientes de Candidatura al COI. De febrero a abril de 2007, la Comisión Evaluadora visitó las ciudades candidatas y preparó un reporte de evaluación, que fue publicado un mes antes de la elección.
La votación tuvo lugar el 4 de julio de 2007 en la Ciudad de Guatemala durante la 119.ª Sesión del COI; Sochi venció a Pyeongchang por cuatro votos en la segunda ronda de votación, luego de que Salzburgo fuera eliminada en la primera ronda.

## Elección
Hubo dos rondas de votación en la sesión para elegir la sede de los Juegos. En la primera ronda, Pyeongchang recibió 36 votas, dos más que Sochi. Salzburgo fue eliminada al recibir solo 25 votos. En la segunda ronda, Pyeongchang obtuvo 47 votos, cuatro menos que Sochi. De esta manera, la ciudad rusa se convirtió en sede de los Juegos Olímpicos de invierno de 2014.
| Ciudad      | País                     | Ronda 1 | Ronda 2 |
| Sochi       | Bandera de Rusia         | 34      | 51      |
| Pyeongchang | Bandera de Corea del Sur | 36      | 47      |
| Salzburgo   | Bandera de Austria       | 25      | —       |

## Candidaturas

### Ciudades candidatas
Las siguientes ciudades fueron las candidatas oficiales para acoger los XXII Juegos Olímpicos de invierno:
| Ciudades candidatas a organizar los XXII Juegos Olímpicos de invierno | Ciudades candidatas a organizar los XXII Juegos Olímpicos de invierno |
| --------------------------------------------------------------------- | --- |
| Pyeongchang, KOR (Participación)                                      | Pyeongchang postuló por primera vez para ser sede de los Juegos Olímpicos de 2010, siendo una de las favoritas, pero fue derrotada por Vancouver por tan solo tres votos de diferencia. Tras dicha votación, Pyeongchang derrotó en forma unánime a Muju por ser la seleccionada del Comité Olímpico Surcoreano, luego que la Federación Internacional de Esquí anunciara a fines del 2004 que la última localidad no contaba con los estándares internacionales mínimos para la competencia. Pyeongchang presentó su candidatura oficialmente el 20 de julio de 2005. Durante los últimos años, Pyeongchang ha sido elegida como sede de futuros eventos invernales, como las copas mundiales de snowboard de 2009 y de biatlón de 2011, como forma de convertirse en el principal centro invernal de Asia. Para la candidatura, Pyeongyang ha procurado una importante inversión en la mayoría de las sedes, ubicadas en un radio máximo de 120 kilómetros y a una hora de distancia desde el centro de la localidad. Las sedes principales corresponden a Jungbong, Yongpyong y Alpensia para los deportes de montaña, y en las ciudades de Gangneung y Wonju para los deportes bajo techo. |
| Pyeongchang, KOR (Participación)                                      | - Población: 45.482 habitantes - Fecha de realización: 7 al 23 de febrero de 2014 - Financiamiento total: 21 millones de dólares - Aeropuerto: Internacional de Incheon (ubicado a 241 km, capacidad de 12-17 mil pasajeros por hora) - Apoyo de la población: 97% local, 92% nacional |
| Pyeongchang, KOR (Participación)                                      | - Sitio oficial (en inglés, francés y coreano) - Presentación de respuestas a cuestionario del COI (en PDF) |
| Salzburgo, AUT (Participación)                                        | Austria es el único país en competencia que ha organizado previamente Juegos Olímpicos de invierno (en Innsbruck, 1964 y 1976). Salzburgo se localiza en medio de los Alpes, compitiendo por primera vez para los 2010. Aunque fue considerada técnicamente como una de las mejores en aquella oportunidad, la cercanía de la ciudad con Turín, sede de los 2006, impidió que consiguiera el apoyo necesario, obteniendo solo 14 votos por lo que fue eliminada en la primera vuelta de la votación. La candidatura actual está basada en la presentada para 2010, pero es más compacta después de la deserción de las sedes de Kitzbühel, St. Johann y Ramsau. Las sedes presentadas, que incluyen entre otras a las localidades de Bischofshofen, Altenmarkt, Flachau, se encuentran todas a menos de 65 minutos de distancia, siendo la propuesta con las sedes más cercanas (en cuanto a tiempo) de las siete presentadas. Otras sedes son el estadio Wals-Siezenheim para las ceremonias y la localidad de Schönau am Königsee, ubicada en Baviera, Alemania, lo que convertiría a Salzburgo 2014 en la primera Olimpíada invernal de características binacionales.                       |
| Salzburgo, AUT (Participación)                                        | - Población: 143.259 habitantes - Fecha de realización: 7 al 23 de febrero de 2014 - Financiamiento total: 7,8 millones de dólares - Aeropuerto: Internacional de Salzburgo (ubicado a 5 km, capacidad de 40 mil pasajeros diarios) - Apoyo de la población: 60% local, 72% nacional |
| Salzburgo, AUT (Participación)                                        | - http://www.facebook.com/pages/Shaun-White-Snowboarder-Superstar/112016208829123#!/pages/Sochi-2014-Winter-Games/119199911427465?ref=search&sid=100000785013661.2849175762..1 (enlace roto disponible en Internet Archive; véase el historial, la primera versión y la última). - Sitio oficial (en inglés, francés y alemán) - Presentación de respuestas a cuestionario del COI (en PDF) |
| Sochi, RUS (Participación)                                            | Tras la derrota de Moscú para los Juegos Olímpicos de 2012, el presidente del Gobierno ruso anunció la candidatura de esta ciudad en las costas del mar Negro para los Juegos Olímpicos de 2014. La candidatura, primera de dicha ciudad y primera del país para este tipo de competiciones, cuenta con gran apoyo político y financiero, lo que permite que sea la candidatura con el mayor presupuesto total estimado, el cual supera los 27 millones de dólares. Esto se debe principalmente a la construcción completa de sedes, como el centro invernal de Krásnaya Poliana, diseñado especialmente para estos Juegos y que se localiza a solo 45 kilómetros de la ciudad, el cual será inaugurado durante el año 2007. |
| Sochi, RUS (Participación)                                            | - Población: 333.267 habitantes - Fecha de realización: 7 al 23 de febrero de 2014 - Financiamiento total: 27,5 millones de dólares - Aeropuerto: Internacional Ádler-Sochi (ubicado a 6 km, capacidad de 1,2-2,5 mil pasajeros por hora) - Apoyo de la población: 84% local, 53% nacional |
| Sochi, RUS (Participación)                                            | - Sitio oficial (en inglés, francés y ruso) - Presentación de respuestas a cuestionario del COI (en PDF) |

### Ciudades descartadas
Las siguientes ciudades presentaron su aspiración para acoger los XXII Juegos Olímpicos de invierno, pero fueron descartadas por el Comité Olímpico Internacional, el 22 de junio de 2006.
| Ciudades aspirantes a organizar los XXII Juegos Olímpicos de invierno | Ciudades aspirantes a organizar los XXII Juegos Olímpicos de invierno |
| --------------------------------------------------------------------- | --- |
| Almatý, KAZ (Participación)                                           | La principal ciudad y antigua capital del país, ubicada en Asia Central y antigua república de la Unión Soviética presentó su candidatura, sorprendiendo a gran parte de la comunidad internacional con su primera candidatura olímpica. A pesar de su falta de experiencia en albergar eventos deportivos, Almatý había sido previamente designada como sede de los Juegos Asiáticos de invierno de 2011. De acuerdo a las autoridades de la ciudad, se preveía la utilización de recintos deportivos techados en el centro de la ciudad sede y en las colinas de las montañas Chimbulak. Los deportes alpinos habrían sido albergados en Kumbel y el valle de Soldátskoye, siendo la sede más lejana, a solo 45 kilómetros de distancia de la Villa Olímpica y el centro de Almatý. La histórica pista de hielo de Medeo habría sido sede de los eventos de patinaje de velocidad, siendo completamente remodelado para los Juegos. De acuerdo a la evaluación de la candidatura, Almatý tenía algunos problemas pero que había superado los requisitos mínimos para pasar a la siguiente fase. Sin embargo, el Comité Olímpico Internacional no la dejó seleccionada como una de las ciudades candidatas. En la evaluación, fue considerada la mejor ciudad en cuanto a apoyo gubernamental, opinión pública, infraestructura de transporte, pero con deficiencias en las sedes deportivas, la infraestructura hotelera, la protección medioambiental, experiencia. |
| Almatý, KAZ (Participación)                                           | - Población: 1.185.696 habitantes - Fecha de realización: 7 al 23 de febrero de 2014 - Financiamiento total: 20 millones de dólares - Aeropuerto: Internacional de Almatý (ubicado a 22 km, capacidad de 1,6-3 millones de pasajeros anuales) - Apoyo de la población: 83% local, 85% nacional |
| Almatý, KAZ (Participación)                                           | - Sitio oficial Archivado el 30 de septiembre de 2013 en Wayback Machine. (en inglés, francés, ruso y kazajo) - Presentación de respuestas a cuestionario del COI (enlace roto disponible en Internet Archive; véase el historial, la primera versión y la última). (en PDF) |
| Bordshomi, GEO (Participación)                                        | Bordshomi tiene cerca de 14.000 habitantes, siendo una de las aspirantes con más baja población. El presidente de Georgia, Mijeíl Saakashvili anunció la candidatura del pueblo como sede de los Juegos, el 22 de julio de 2005. La candidatura estaría basada en tres ciudades principales: Bordshomi, para los eventos de esquí alpino, biatlón y bobsleigh, Bakuriani, para el esquí de fondo y snowboard, y Tiflis, la capital de Georgia, donde se realizarían los eventos en recintos techados, como hockey, patinaje y curling. Uno de los grandes inconvenientes era la gran distancia existente entre las diversas sedes, superando los 190 kilómetros, y la falta de infraestructura deportiva. En la evaluación del Comité Olímpico Internacional, fue la peor evaluada de todas las candidaturas. En todas las categorías evaluadas, Bordshomi alcanzó la peor evaluación, a excepción de su proyecto de Villa Olímpica (superando a Sochi, Pyeongchang y Jaca). |
| Bordshomi, GEO (Participación)                                        | - Población: 13.725 habitantes - Fecha de realización: 7 al 23 de febrero de 2014 - Financiamiento total: 7,2 millones de dólares - Aeropuerto: Internac. Novo Alexeyevka, Tiflis (ubicado a 203 km, capacidad de 24-48 mil pasajeros por hora) - Apoyo de la población: 86% nacional |
| Bordshomi, GEO (Participación)                                        | - Sitio oficial (en inglés, francés, ruso y georgiano) - Presentación de respuestas a cuestionario del COI (en PDF) |
| Jaca, ESP (Participación)                                             | Jaca postuló para ser sede de los eventos de 1998, 2002 y 2010, pero solo llegó a la etapa final en su primera candidatura. La localidad aragonesa, sede de las Universiadas de 1981 y 1995, levantó su candidatura a pesar de que en un primer momento esta fuera rechazada por el COE. Tras la derrota de Madrid en la candidatura por los Juegos Olímpicos de 2012, el Comité Olímpico Español acordó el 20 de julio de 2005, presentar la candidatura de Jaca 2014 ante el COI. Las sedes propuestas para albergar los deportes de montaña correspondían a Astún, Candanchú, Formigal y Panticosa, mientras la mayoría de los eventos techados se realizarían en Zaragoza. Zaragoza también albergaría la ceremonia de apertura y clausura en el Estadio de La Romareda, lo que sería una contradicción con el artículo 35.1 de la Carta Olímpica que dice que dichos eventos deben ser albergados en la ciudad principal. |
| Jaca, ESP (Participación)                                             | - Población: 12.322 habitantes - Fecha de realización: 31 de enero al 17 de febrero de 2014 - Financiamiento total: 20 millones de dólares - Aeropuerto: Internacional de Zaragoza (ubicado a 156 km, capacidad de 215 mil pasajeros anuales) - Apoyo de la población: 91% local |
| Jaca, ESP (Participación)                                             | - Sitio oficial (en español, inglés y francés) - Presentación de respuestas a cuestionario del COI (en PDF) |
| Sofía, BUL (Participación)                                            | Sofía se postuló por primera vez para los Juegos Olímpicos de invierno de 1992, siendo derrotada por la francesa Albertville en la última vuelta. Posteriormente, se repostuló para los Juegos de 1994, pero sufrió un gran revés al ser eliminada en la primera vuelta, siendo finalmente electa la localidad noruega de Lillehammer. Las localidades propuestas para la realización del evento incluyen el Estadio Nacional Vasil Levski en Sofía, y los centros invernales de Borovetz y Bansko, ubicados respectivamente a 70 y 159 km de distancia del centro de la capital búlgara. |
| Sofía, BUL (Participación)                                            | - Población: 1.090.295 habitantes - Fecha de realización: 7 al 23 de febrero de 2014 - Financiamiento total: 13 millones de dólares - Aeropuerto: Internacional de Sofía (ubicado a 10 km, capacidad de 2-4 millones de pasajeros anuales) - Apoyo de la población: 65% local, 69% nacional |
| Sofía, BUL (Participación)                                            | - Sitio oficial (en inglés y búlgaro) - Presentación de respuestas a cuestionario del COI (en PDF) |

### Evaluación de ciudades aspirantes
|                                                             | Sochi     | Salzburgo | Jaca      | Almatý    | Pyeongchang | Sofía     | Bordshomi |
| ----------------------------------------------------------- | --------- | --------- | --------- | --------- | ----------- | --------- | --------- |
| Apoyo de gobierno, opinión pública y legislación (valor: 2) | 6,6 · 7,5 | 6,6 · 7,2 | 7,3 · 8,1 | 4,7 · 5,9 | 7,9 · 8,5   | 5,1 · 6,4 | 4,5 · 5,6 |
| Infraestructura general (valor: 5)                          | 5,8 · 6,9 | 7,9 · 8,6 | 4,8 · 6,0 | 6,3 · 7,9 | 6,4 · 7,5   | 4,2 · 5,3 | 2,7 · 4,2 |
| Infraestructura deportiva (valor: 4)                        | 5,5 · 7,1 | 7,2 · 8,4 | 5,0 · 6,6 | 4,7 · 6,9 | 6,8 · 8,1   | 3,6 · 5,4 | 3,4 · 4,9 |
| Villa Olímpica (valor: 3)                                   | 7,4 · 8,6 | 7,9 · 8,9 | 4,2 · 6,5 | 6,5 · 8,0 | 5,2 · 7,2   | 4,8 · 6,5 | 5,5 · 7,2 |
| Impacto ambiental (valor: 2)                                | 4,9 · 6,6 | 7,8 · 8,7 | 5,2 · 6,6 | 4,9 · 6,6 | 6,4 · 8,0   | 2,5 · 4,5 | 2,0 · 4,5 |
| Capacidad hotelera (valor: 5)                               | 7,3 · 8,3 | 9,6 · 9,6 | 4,3 · 4,8 | 4,9 · 5,9 | 9,6 · 9,6   | 3,9 · 4,1 | 3,0 · 4,1 |
| Transporte (valor: 3)                                       | 5,9 · 7,7 | 7,1 · 8,6 | 2,6 · 4,3 | 7,6 · 8,8 | 6,5 · 8,0   | 2,6 · 4,3 | 2,2 · 4,3 |
| Seguridad (valor: 3)                                        | 6,0 · 6,7 | 7,6 · 8,2 | 6,8 · 7,3 | 6,0 · 6,5 | 7,4 · 8,1   | 4,3 · 5,3 | 3,4 · 4,7 |
| Experiencia deportiva (valor: 3)                            | 5,2 · 7,2 | 8,6 · 9,6 | 6,8 · 8,4 | 3,8 · 5,4 | 8,0 · 9,0   | 5,4 · 7,0 | 2,0 · 4,0 |
| Financiamiento (valor: 3)                                   | 6,0 · 6,8 | 7,0 · 8,0 | 6,5 · 8,0 | 5,6 · 6,8 | 6,2 · 7,6   | 4,6 · 5,8 | 2,8 · 3,5 |
| Proyecto general y legado (valor: 3)                        | 5,0 · 7,0 | 8,0 · 9,0 | 3,0 · 5,0 | 4,0 · 7,0 | 7,0 · 8,0   | 3,0 · 5,0 | 2,0 · 4,0 |

- Evaluación oficial de las siete ciudades aspirantes (en inglés, PDF)

### BidIndex
El sitio GamesBids.com, creado en 1998 y especializado en las candidaturas de los Juegos Olímpicos, realiza periódicamente un análisis de las candidaturas y las evalúa asignándole puntaje (entre 0 y 100) de acuerdo a las posibilidades de elección y a sus características técnicas.
| Candidata   | 28-Feb-06 | 20-Jun-06 | 10-Ene-07 | 4-Mar-07 | 27-Jun-07 |
| ----------- | --------- | --------- | --------- | -------- | --------- |
| Pyeongchang | 55,72     | 56,24     | 62,01     | 64,90    | 64,99     |
| Sochi       | 56,71     | 57,51     | 62,98     | 60,95    | 63,17     |
| Salzburgo   | 60,63     | 61,13     | 65,35     | 63,93    | 62,62     |
| Jaca        | 50,57     | 52,68     |           |          |           |
| Sofía       | 47,26     | 46,72     |           |          |           |
| Almatý      | 40,98     | 42,28     |           |          |           |
| Bordshomi   | 30,38     | 31,36     |           |          |           |

Fuente: BidIndex 2014